# Пинтос, Шоан Мануэл
Шоа́н Мануэ́л Пи́нтос Вилья́р (галис. Xoán Manuel Pintos Villar, Хуа́н Мануэ́ль Пи́нтос и Вилья́р исп. Juan Manuel Pintos y Villar; 16 декабря 1811, Бурго де Понтеведра, Понтеведра — 29 июня 1876, Виго) — галисийский писатель, поэт, юрист, лексикограф. Считается одним из предтечей  галисийского возрождения (галис. Rexurdimento) — языкового, литературного, культурного и политического возрождения Галисии. С точки зрения испанского литературоведения относится к первому поколению провинциалистов или регионалистов (региональных писателей). При жизни опубликован единственный сборник стихов и диалогов «Галисийская волынка» (A gaita gallega, 1853), написанный на галисийском и, частично, на кастильском языках. Остальные сочинения рассеяны в виде публикаций в газетах и журналах. Участник первых галисийских Цветочных игр (1861).

## Биография
Родился в семье, принадлежавшей классу средней буржуазии. Отец, Басилио Пинтос Гарсия (Basilio de Pintos García), служил на таможне. Мать, Рамона Вильяр Родригес (Ramona Villar Rodríguez), как и отец, была родом из Понтеведры. Шоан был третьим ребёнком, и имел двух братьев и две сестры. Семейство несколько раз переезжало в Феррол и обратно в Понтеведру. Мать умерла, когда Шоан был ещё ребёнком. В 1822—1825 годах в доминиканском монастыре Ла-Коруньи изучал гуманитарные науки, после чего в 1825—1835 годах изучал философию, право и игру на скрипке в Университете Сантьяго-де-Компостела. Позднее поэт вспоминал те времена, как самые счастливые в своей жизни. Защитив кандидатскую степень по каноническому праву, с 1837 по 1840 год работал адвокатом в Ла-Корунье, после чего был назначен судьёй в Камбадос.
После смещения с должности судьи правительством умеренных в 1844 году жил в Понтеведре, где до 1862 года занимался адвокатурой, служил в налоговой службе, был занят в системе общего и частного образования. В браке с Серафиной Амандо Больоса имел 14 детей. С 1862 года занимался учётом собственности в Виго, где скончался в 1876 году. 

## Творчество и научный вклад

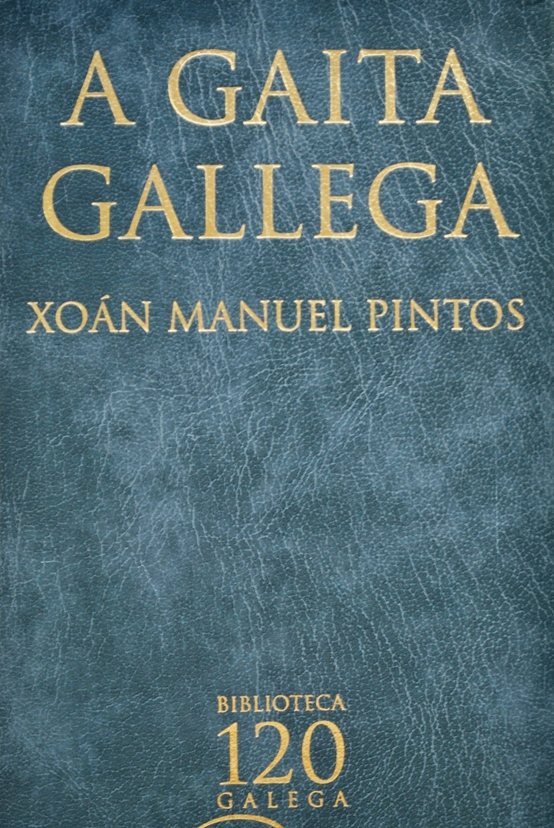
Издание «Галисийской волынки» под № 3 в серии «Галисийской библиотеки»

Признан наиболее значительным литературным предшественником Росалии де Кастро. Б. П. Нарумов вслед за испанскими исследователями относил Ш. М. Пинтоса к наиболее видным предшественникам галисийского возрождения.
Галисийский язык начал использовать с начала 1840-х годов, активно выступал в его защиту, большую часть поэтических произведений создал на этом языке. Именно поэтому регионалисты считали Пинтоса своим предшественником и в 1875 году избрали поэта почётным членом группы «Литературная Галисия», состоявшей из проживавших в Мадриде галисийцев. Свой авторитет как продолжателя деятельности Мартина Сармиенто обрёл благодаря изданию сборника стихов и диалогов «Галисийская волынка». Несмотря на то, что в тексте сборника относительно галисийского языка используется термин «диалект», в его полном названии фигурирует понятие «язык» (галис. lengua gallega). Заслугой поэта считается предпринятая в «Галисийской волынке» первая попытка создания этимологического словаря галисийского языка. Пинтос противопоставлял пары ударных открытых и закрытых звуков [ɛ] — [e] и [ɔ] — [o], приводил иные фонетические, лексические, морфологические и прочие лингвистические различия двух языков. В том же издании опубликован вольный перевод поэмы Carmen Patrium sive Pontevedra с латыни на галисийский язык — Canto a miña terra ou sea Pontevedra (canto de Amoedo).
В 1857—1859 годах сотрудничал с галисийскими газетными и журнальными изданиями Понтеведры, Виго и Ла-Коруньи. Публикации тех лет собраны в отдельный том, вышедший в 2006 году и включающий объёмную патриотическую поэму «Галисия». В последующие годы несколько снизил свою творческую активность.
С 1853 по 1865 год работал над рукописью «Галисийско-кастильского словаря» (Vocabulario Gallego-Castellano), состоящей из 96 страниц, включающей 7100 слов и содержащей кастилизмы. Несмотря на то, что труд Пинтоса не был опубликован, он активно цитировался в работах других лексикографов, слова Пинтоса вошли в состав словарей галисийского языка. С 1906 года рукопись хранится в Королевской галисийской академии, впервые была издана в 2001 году.
День галисийской литературы 1975 года отмечался в честь Ш. М. Пинтоса. В 2005 году муниципалитет Понтеведры учредил Премию Шоана Мануэла Пинтоса, не периодически присуждаемую за вклад в распространение галисийского языка.

## Издания
Первое прижизненное
- Pintos X. M. A Gaita gallega tocada polo gaiteiro ou sea Carta de Cristus para ir deprendendo a ler, escribir e falar ben a lengua gallega e ainda mais / Pintos, Xoán Manuel. — Pontevedra: Imp. de D. José y D. Primitivo Vilas, 1853. — 216 с. (галис.) (исп.) (лат.)

Репринтное
- Pintos X. M. A Gaita gallega tocada polo gaiteiro ou sea Carta de Cristus para ir deprendendo a ler, escribir e falar ben a lengua gallega e ainda mais / Pintos, Xoán Manuel. — La Coruña: La Voz de Galicia, 1981. — 216 с. — ISBN 84-600-2217-X. (галис.) (исп.) (лат.)

- Pintos, Juan Manuel. Álbum de la Caridad : Juegos Florales de La Coruña en 1861, seguido de un mosaico poético de nuestros vates gallegos contempornáneos :  [галис.] / edición costeada por José Pascual López Cortón, á cuyas expensas se celebraron dichos Juegos Florales. — Coruña : Imp. del Hospicio Provincial, a cargo de D. Mariano M. y Sancho, 1862. — P. 127—130, 290, 374, 391—392, 398—400, 467—470, 475. — LV, 482 p.

Посмертные
- Pintos Villar J. M. Vocabulario gallego-castellano de Juan Manuel Pintos // Cadernos de Lingua / ed. a cargo de Marga Neira e Xesús Riveiro. — 1.ª edición. — A Coruña : Real Academia Galega, 2001. — Вып. Anexo 5.
- Pintos Villar X. M. Obra poética dispersa :  [галис.] / Xoán Manuel Pintos Villar ; introdución, edición, notas e apéndice M.ª C. Ríos Panisse. — Santiago de Compostela : Consello da Cultura Galega, 2006. — 580 p. — ISBN 84-96530-15-9.